# 布鲁诺·基佐
布鲁诺·基佐（義大利語：Bruno Chizzo，1916年4月19日—1969年8月14日），意大利男子足球运动员，场上位置是中场。他曾代表意大利国家队参加1938年国际足联世界杯，结果获得冠军。